# Marco Romagnoli
Marco Romagnoli (Prato, 7 maggio 1950) è un politico italiano, sindaco di Prato dal 2004 al 2009.

## Biografia
Laureato in filosofia, con specializzazione poi in economia, dalla metà degli anni settanta è stato ricercatore al Consorzio centro studi per la programmazione economica e successivamente direttore di I.RI.S. Dal 1988 è dipendente della Regione Toscana, come dirigente del settore industria prima e dei Programmi comunitari nel dipartimento delle attività produttive poi. Dal 2000 è direttore generale del Dipartimento sviluppo economico.
Nel 1979 aderisce al Partito Comunista Italiano  e dal 1991 al Partito Democratico della Sinistra, che nel 1997 si scioglierà per dare vita ai Democratici di Sinistra.
Alle elezioni comunali del 12 e 13 giugno 2004 è eletto sindaco di Prato al primo turno con il 53,11% dei voti.
In occasione delle elezioni primarie per l'elezione del segretario Partito Democratico si candida all'interno della lista Democratici con Veltroni ed entra a far parte dell'Assemblea Costituente del nuovo partito.
Nell'ottobre 2008, annuncia la decisione di non candidarsi per le elezioni 2009.